# Georges Bereta
Georges Bereta (15 de maig de 1946 - 4 de juliol de 2023) va ser un futbolista francès que va jugar com a davanter. Del 1966 al 1974 va jugar a l'Saint-Étienne abans de traslladar-se al Marsella fins que es va retirar el 1978.

## Vida personal i mort
Els pares de Bereta eren polonesos.
Va morir el 4 de juliol de 2023, a l'edat de 77 anys.

## Palmarès
Saint-Étienne
- Divisió 1: 1966–67, 1967–68, 1968–69, 1969–70, 1973–74, 1974–75
- Copa de França: 1967–68, 1969–70, 1973–74

Marsella
- Copa de França: 1975–76